# Döbritschen (Dornburg-Camburg)
Döbritschen ist ein Ortsteil der Stadt Dornburg-Camburg in Thüringen.

## Geographie
Der Weiler liegt am westlichen Ufer der Saale, am Fuß der Rodeberge, etwa zwei Kilometer südwestlich von Camburg. Südlich der Ortslage befindet sich der Ort Wichmar und dessen Ortsteil Würchhausen. Der Auenboden ist Schwemmland der Saale. Mit ihrem bewaldeten Steilhang von etwa 100 Meter Höhe markieren die Rodeberge eine nach Osten orientierte Flussbiegung der Saale. An den Hängen liegt Muschelkalkboden, der auf den Höhen des Plateaus von Löss überlagert ist. Man spricht von degradierten schwarzerdeähnlichen Böden. Durch die Flur führt die Bahntrasse der Strecke Naumburg–Camburg–Jena.

## Geschichte
Der Ort wurde 1219 erstmals urkundlich erwähnt. Die sich nach dem Ort nennenden Ministerialen waren teils dem Reich, später vermehrt den Markgrafen von Meißen unterstellt. Ab dem 14. Jh. tritt hier die Adelsfamilie Münch auf.
Erstmals werden in der Zeit um 1420 Einwohner namentlich erwähnt.
Im Thüringer Grafenkrieg Mitte des 14. Jh. wurden der Ort und die Burg zerstört.
Das Rittergut mit 96 ha Wirtschaftsfläche wurde 1923 von Albin Gellert bewirtschaftet. Döbritschen gehörte spätestens im 14. Jh. zum wettinischen Amt Camburg, welches aufgrund mehrerer Teilungen im Lauf seines Bestehens zu verschiedenen Wettinischen Herzogtümern gehörte. Von 1922 bis 1939 gehörte der Ort zur Kreisabteilung Camburg.
Nach dem Zweiten Weltkrieg unterlag es den Gesetzen der landwirtschaftlichen Entwicklung in der SBZ und DDR. Jetzt ist das Anwesen wieder in Privatbesitz.

## Umwelt, Natur und Wirtschaft
Unmittelbar am Gelände des Wasserkraftwerkes, das nach einer Generalsanierung wieder in Betrieb genommen wurde, befindet sich zum Schutz der Fischbestände eine Fischtreppe am Wehr. Für den zunehmenden Tourismus entlang der Saale wurde am Flussufer ein Zelt- und Rastplatz angelegt. Durch den Heimatverein werden Führungen organisiert. Die Auelandschaft südlich von Camburg bietet noch Streuobstwiesen mit vielen alten Gehölzen und seltenen Tier- und Pflanzenarten.